# Kickboxer 5: Ultima răzbunare
Kickboxer 5: Ultima răzbunare (în engleză Redemption: Kickboxer 5) este un film de acțiune cu arte marțiale din 1995 regizat de Kristine Peterson, al cincilea din seria de filme Kickboxer.

## Distribuție
- Mark Dacascos - Matt Reeves
- James Ryan - Mr. Negaal
- Geoff Meed - Paul Croft
- Rulan Booth - Angie Croft
- Greg Latter - Bollen
- Duane Porter - "Bull"
- George Moolman - Pinto
- Denney Pierce - Johnny Styles
- Robert Whitehead - Tito
- Gavin Hood - German Champion
- Patrick Emerson - French Champion
- Burton Richardson - Jack
- John Hussey - "Chalky"
- Dale Cutts - Gus
- John Matshikiza - Police Detective
- Eric Miyeni - Mabuza
- Thomas Witt - Prison Trustee
- Isaac Mavimbela - Busi
- Vrenika Pather - Neegal's Date
- Vernon Herbert - Johnny's Opponent
- Mike Larenjiera - Johnny's Cornerman
- June Castro - Casino Dealer
- Frank Notaro - Maxwell (nemenționat)